# Arnoldus Florentinus Roelvink

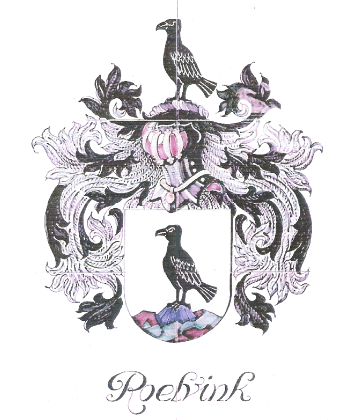
Familiewapen van de Roelvinks

Mr. Arnoldus Florentinus Roelvink (Borculo, 23 december 1789 - Bredevoort, 6 januari 1861) was een notaris en burgemeester van de Gemeente Bredevoort, na 1818 burgemeester van de Gemeente Aalten

## Biografie
Hij werd in 1789 geboren als zoon van Bernard Andreas Roelvink in Borculo. Hij trouwde op 27-jarige leeftijd op 12 november 1817 te Bredevoort met Elisabeth Maria Theodora ten Kate (Neede, 21 juli 1798 - Bredevoort, 2 januari 1881). Zij was een dochter van Tieleman ten Kate en Anna Jacoba Roelvink, zij kregen zeven kinderen.
De Roelvinkstraat in Bredevoort is naar hem vernoemd. Hij werd in 1813 benoemd tot Bredevoorts eerste burgemeester na de Franse tijd in Nederland. Nadat de gemeente Bredevoort in 1818 werd samengevoegd met Aalten werd Roelvink burgemeester van de nieuwe Gemeente Aalten. Dat bleef hij tot zijn dood. Hij werd door zijn zoon Leonard Roelvink opgevolgd als burgemeester. De woonwijk waarin de Roelvinkstraat ligt werd in de jaren 70 van de 20e eeuw gebouwd.
- International Standard Name Identifier: 0000 0003 9401 1351
- Nederlandse Thesaurus van Auteursnamen: 072514310
- Virtual International Authority File: 288458132
- WorldCat: E39PBJyrRQWc7438rBdbqbQ8YP